# Magneux (Marna)
Magneux è un comune francese di 254 abitanti situato nel dipartimento della Marna nella regione del Grand Est.

## Società

### Evoluzione demografica
Abitanti censiti